# 松阪駅

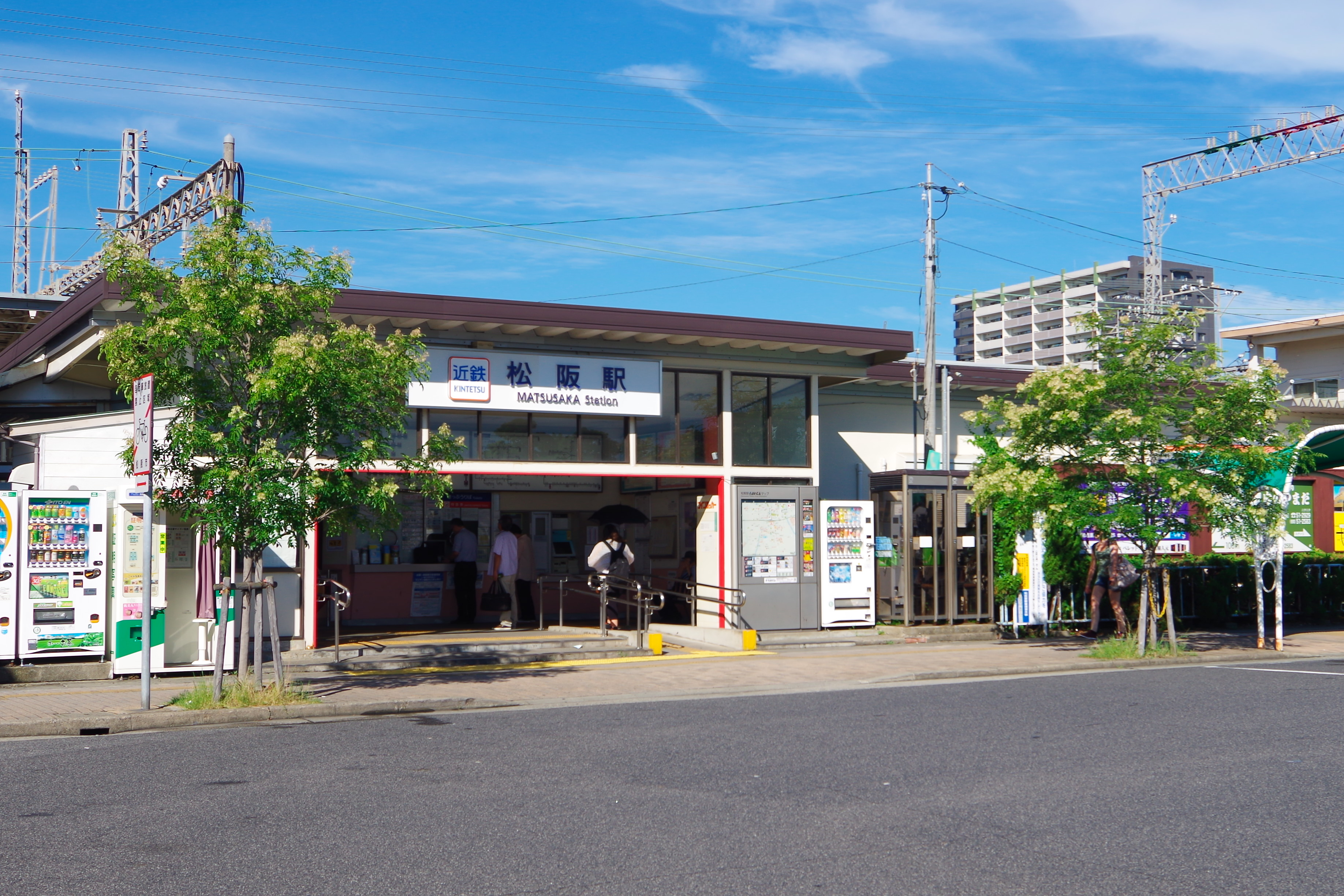
北口（2014年8月）

松阪駅（まつさかえき）は、三重県松阪市京町および京町一区にある、東海旅客鉄道（JR東海）・近畿日本鉄道（近鉄）の駅である。駅番号は近鉄がM64。

## 乗り入れ路線
JR東海の紀勢本線及び名松線、近鉄の山田線が乗り入れており、両事業者が構内を分割して管理する共同使用駅となっている。JR東海の駅としては紀勢本線を所属線としている。また、名松線は当駅が起点である。このほか、1964年までは三重電気鉄道の松阪線も乗り入れていた。
近鉄線利用時にはPiTaPa（スルッとKANSAI協議会）およびPiTaPaと相互利用可能な交通系ICカード（相互利用先は当該項目を参照）が使用が可能。ただしJR東海利用時にはこれらの利用ができない。

## 歴史

### JR東海

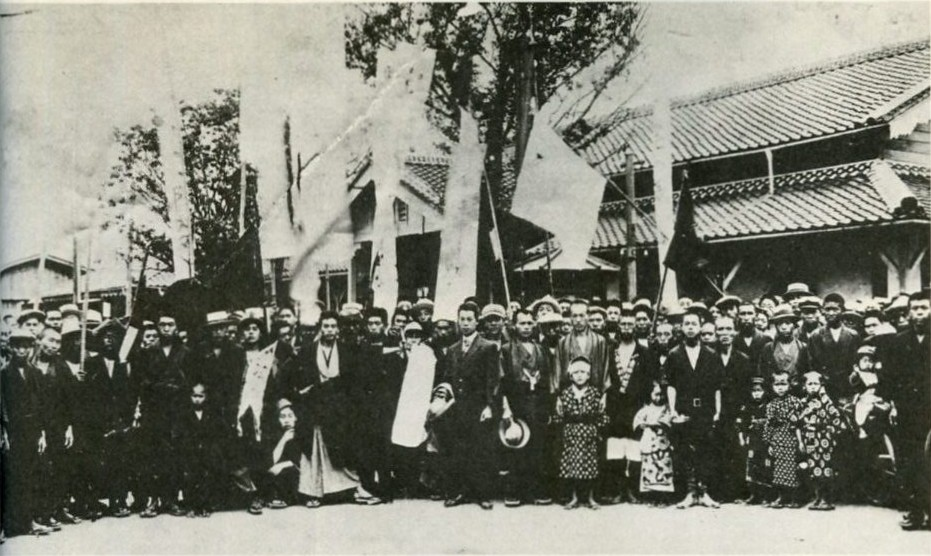
1924年（大正13年）6月の松阪駅前。入獄する上田音市を送る農民たち。

- 1893年（明治26年）12月31日：参宮鉄道の駅として、津 - 宮川の開通時に開業[1]。一般駅[3]。
- 1907年（明治40年）10月1日：参宮鉄道が国有化[1]。
- 1909年（明治42年）10月12日：線路名称制定により、参宮線所属駅となる[1]。
- 1929年（昭和4年）8月25日：国鉄名松線が権現前駅まで開業[4]。
- 1937年（昭和12年）12月3日：駅舎改築[5][6]。
- 1951年（昭和26年）11月22日：昭和天皇が松阪市に行幸。お召し列車が発着（昭和天皇の戦後巡幸）[7]。
- 1959年（昭和34年）7月15日：紀勢本線全通に伴い、参宮線多気以北が紀勢本線に編入され、同線の所属駅となる[8]。
- 1962年（昭和37年）11月16日：新駅舎完成[9]。
- 1974年（昭和49年）4月1日：旅行センターの営業を開始[10]。
- 1978年（昭和53年）8月4日：三交ビル口開設[6]。
- 1984年（昭和59年）2月1日：貨物の取扱いを廃止[3]。
- 1986年（昭和61年）11月1日：荷物の取扱いを廃止[3]。
- 1987年（昭和62年）4月1日：国鉄分割民営化により東海旅客鉄道が継承[11]。

### 近鉄
- 1930年（昭和5年）
  - 3月27日：参宮急行電鉄の駅として、松阪 - 外宮前（現在の宮町）間開通時に開業[2]。
  - 5月18日：参宮急行電鉄の松阪 - 参急中川（現在の伊勢中川）間が開業[2]。
- 1941年（昭和16年）3月15日：大阪電気軌道が参宮急行電鉄を合併、関西急行鉄道に改称[2]。この時の線路名称改定で、山田線所属駅となる[12]。
- 1944年（昭和19年）6月1日：関西急行鉄道が南海鉄道と合併、近畿日本鉄道設立[2]。
- 1949年（昭和24年）3月8日：駅構内で電車が炎上。乗員・乗客8人が死亡、重軽傷28人[13]。
- 1955年（昭和30年）4月3日：北口開設[14][15]。
- 1969年（昭和44年）10月16日：近鉄下り待避線設置。
- 2007年（平成19年）4月1日：近鉄山田線PiTaPa使用開始[16]。
- 2012年（平成24年）3月20日：ダイヤ変更により、区間快速急行の運転が廃止される。

### 三重電気鉄道（廃止）
- 1912年（大正元年）8月17日：松阪軽便鉄道大石線（のちの三重電気鉄道松阪線）の松阪駅が開業[17][18]。駅は国鉄松阪駅の南側に置かれた。
- 1919年（大正8年）7月19日：社名変更により松阪鉄道の駅となる[18]。
- 1928年（昭和3年）1月19日：社名変更により松阪電気鉄道の駅となる[18]。
- 1944年（昭和19年）2月11日：会社合併により三重交通の駅となる[18]。
- 1964年（昭和39年）
  - 2月1日：三重交通の鉄道事業が分社化され、三重電気鉄道の駅となる[18]。
  - 12月14日：三重電気鉄道松阪線廃線に伴い、同線の松阪駅廃止[17][18]。駅の跡地は三交百貨店松阪店となった。

## 駅構造
5面7線のホームを持つ地上駅。うち、3面4線（単式ホーム2面・島式ホーム1面）がJR用、2面3線（単式ホーム・島式ホーム1面ずつ）が近鉄用となっている。のりばは1番から8番まで存在するが、現在は2番ホームは使用されていない。1番ホーム、3番ホーム、6番ホームが単式ホームで、4・5番ホーム、7・8番ホームがそれぞれ島式ホームとなっている。近鉄が管理する6 - 8番ホームのうち、参宮急行電鉄開業時からあったのは現在の7・8番ホームのみで、6番ホームは後から増設されたものである。
なお、 1987年から1990年まで一時的に1番線ホームが存在しなかった。旧1番線は名松線用のホームで、線路も2番線とは別に敷設されていたが、同線の列車が5番線ホーム発着に変更されたため廃止、線路を撤去した。その後、旧1番のりばを2番線側に拡張、新たに線路は敷設せずに2番線ホームと線路を共有する形で1番線ホームが復活した。さらに2番線ホームの使用が停止され、ホーム上には柵が設置されている。
運転取扱い上、JR線の1番線は上り1番線、3番線は上り本線、4番線は下り本線、5番線は下り1番線となっている。近鉄線は6番線が上り列車用、8番線が下り列車用で、間の7番線は上下列車に対応する待避線である。
駅舎は南北に2つあり、南側（南口）をJR東海が、北側（北口）を近鉄が管理する。駅舎とホームへ跨線橋で連絡している。中間改札は無くJR・近鉄のホームは自由に行き来できる。
JR東海の駅は駅長・駅員配置駅（直営駅）である。管理駅でもあり、紀勢本線の六軒駅・徳和駅および名松線の各駅を管理している。近鉄の駅長は伊勢中川駅に置かれ、当駅はその被管理駅となっている。

### のりば
| JR線のりば   | JR線のりば  | JR線のりば | JR線のりば                                     | JR線のりば               |
| 番線         | 路線        | 方向       | 行先                                           | 備考                     |
| ------------ | ----------- | ---------- | ---------------------------------------------- | ------------------------ |
| 1            | ■JR紀勢本線 | 上り       | 亀山・名古屋方面                               | 快速「みえ」             |
| 3            | ■JR紀勢本線 | 上り       | 亀山・名古屋方面                               | 特急「南紀」・一部の普通 |
| 4            | ■JR紀勢本線 | 下り       | 多気・新宮方面                                 | 一部の普通は1・5番線     |
| 5            | ■JR名松線   | -          | 伊勢奥津方面                                   |                          |
| 近鉄線のりば |             |            |                                                |                          |
| のりば       | 路線        | 方向       | 行先                                           | 備考                     |
| 6            | 近鉄山田線  | 上り       | 伊勢中川・白塚・近鉄名古屋・大阪難波・京都方面 |                          |
| 7            | 近鉄山田線  | 上り       | 伊勢中川・白塚・近鉄名古屋・大阪難波・京都方面 | 待避・折り返し列車       |
| 7            | 近鉄山田線  | 下り       | 賢島方面                                       | 待避列車                 |
| 8            | 近鉄山田線  | 下り       | 賢島方面                                       |                          |

上り列車のうち、快速「みえ」は1番線、特急「南紀」は3番線から発車する。普通列車は基本的に1番線からであるが快速「みえ」の接続待ちを行う場合は3番線に入る。

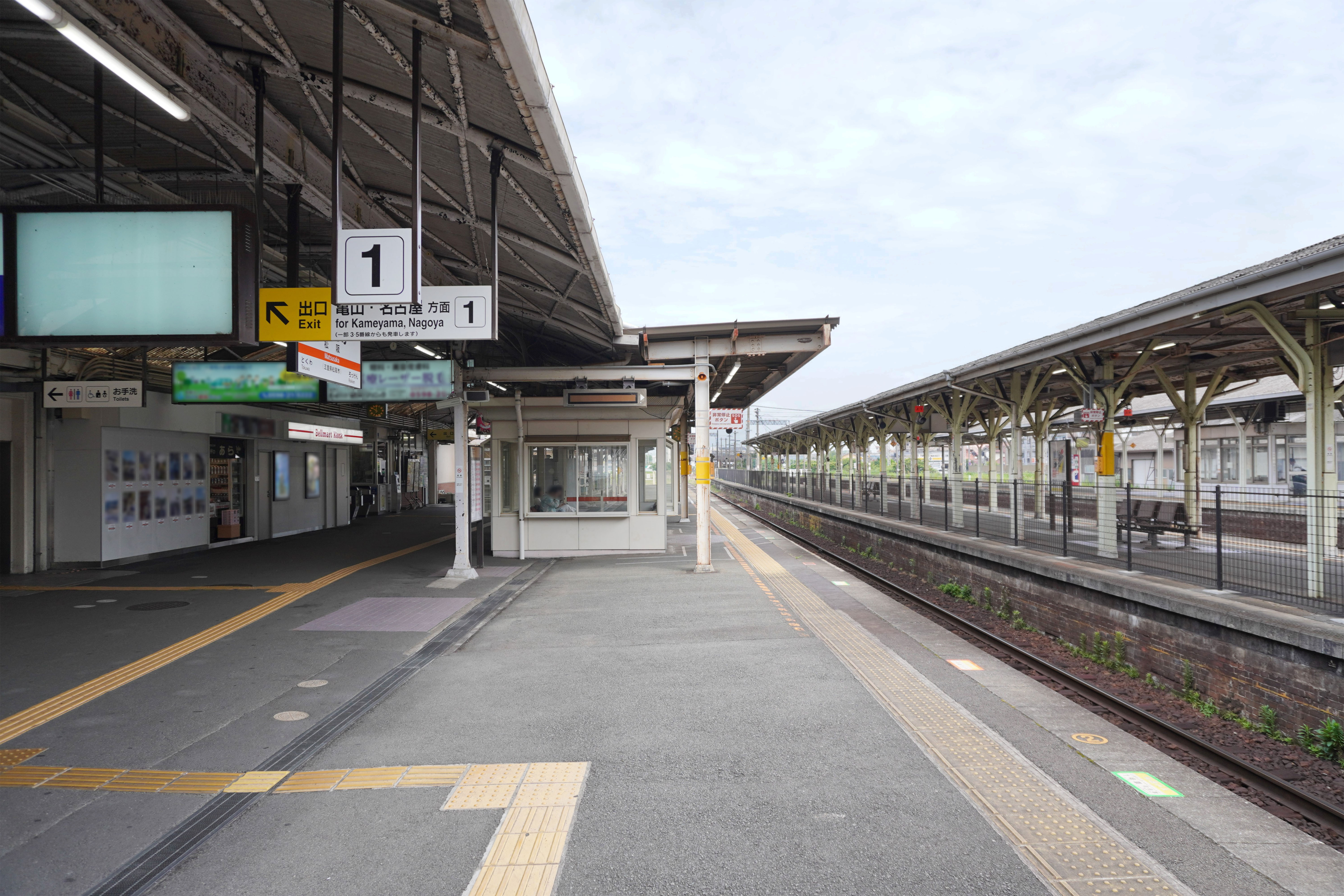
JR線1番線ホーム（2023年7月）
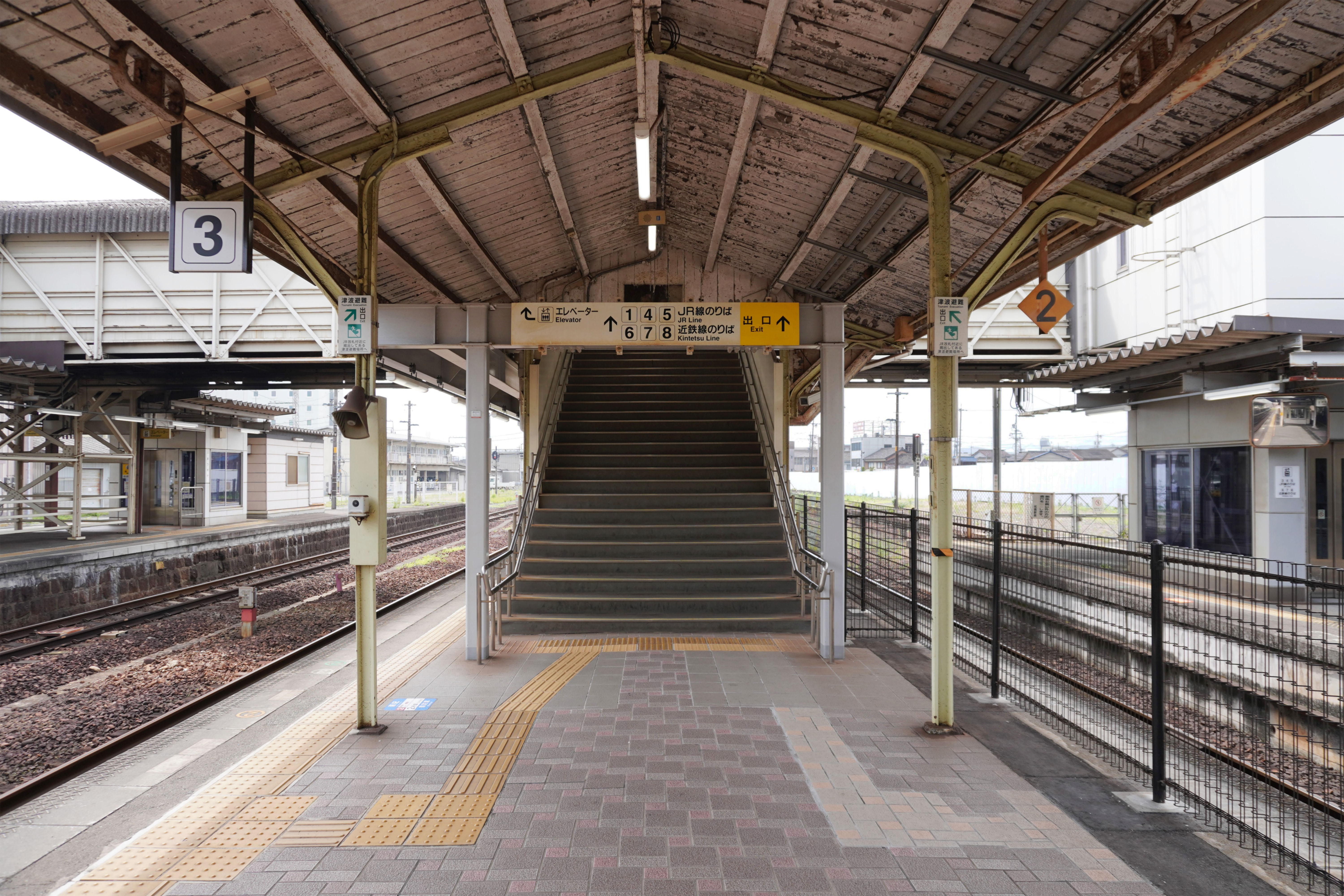
JR線3番線ホーム（2023年7月）
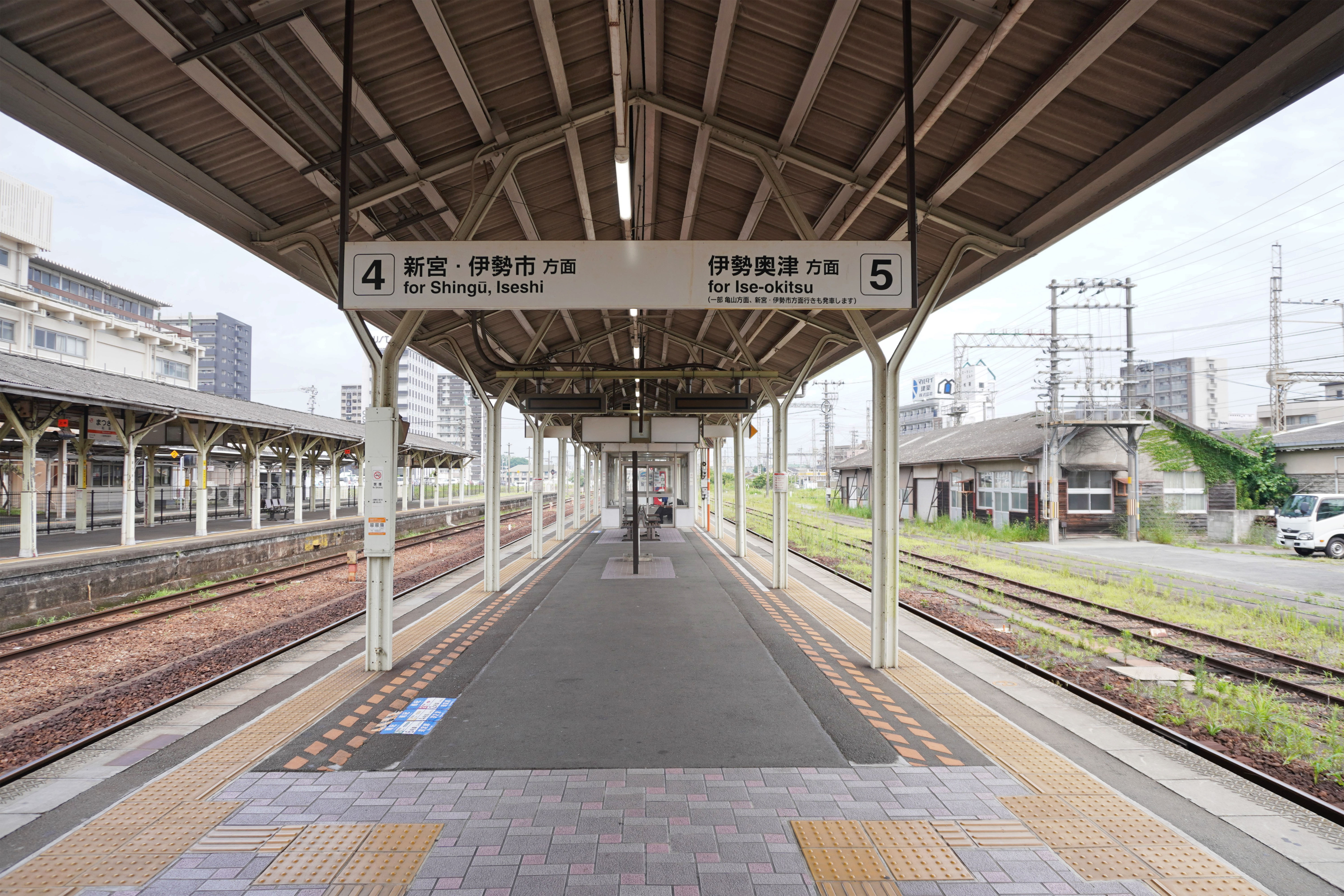
JR線4・5番線ホーム（2023年7月）
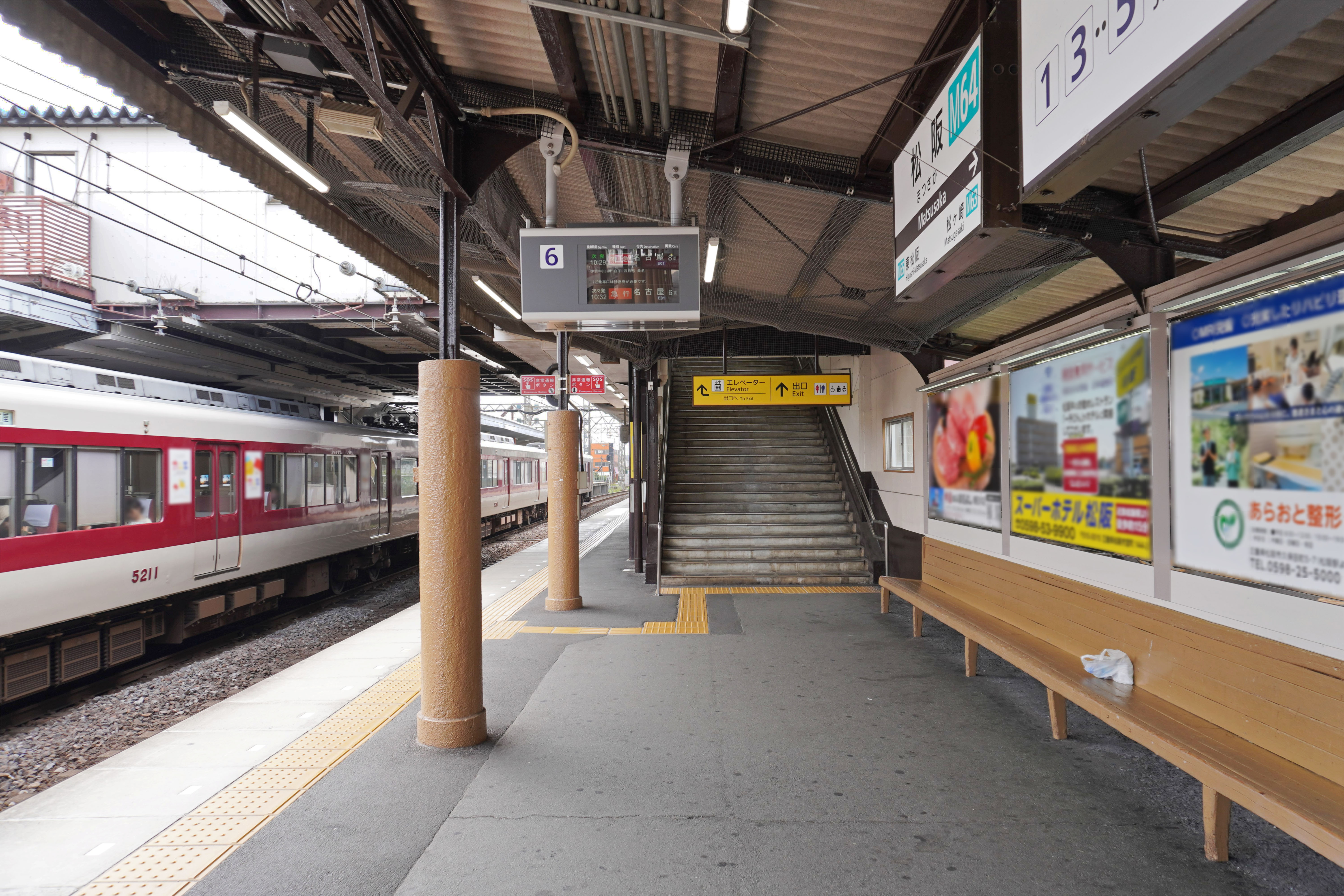
近鉄線6番のりばホーム（2023年7月）
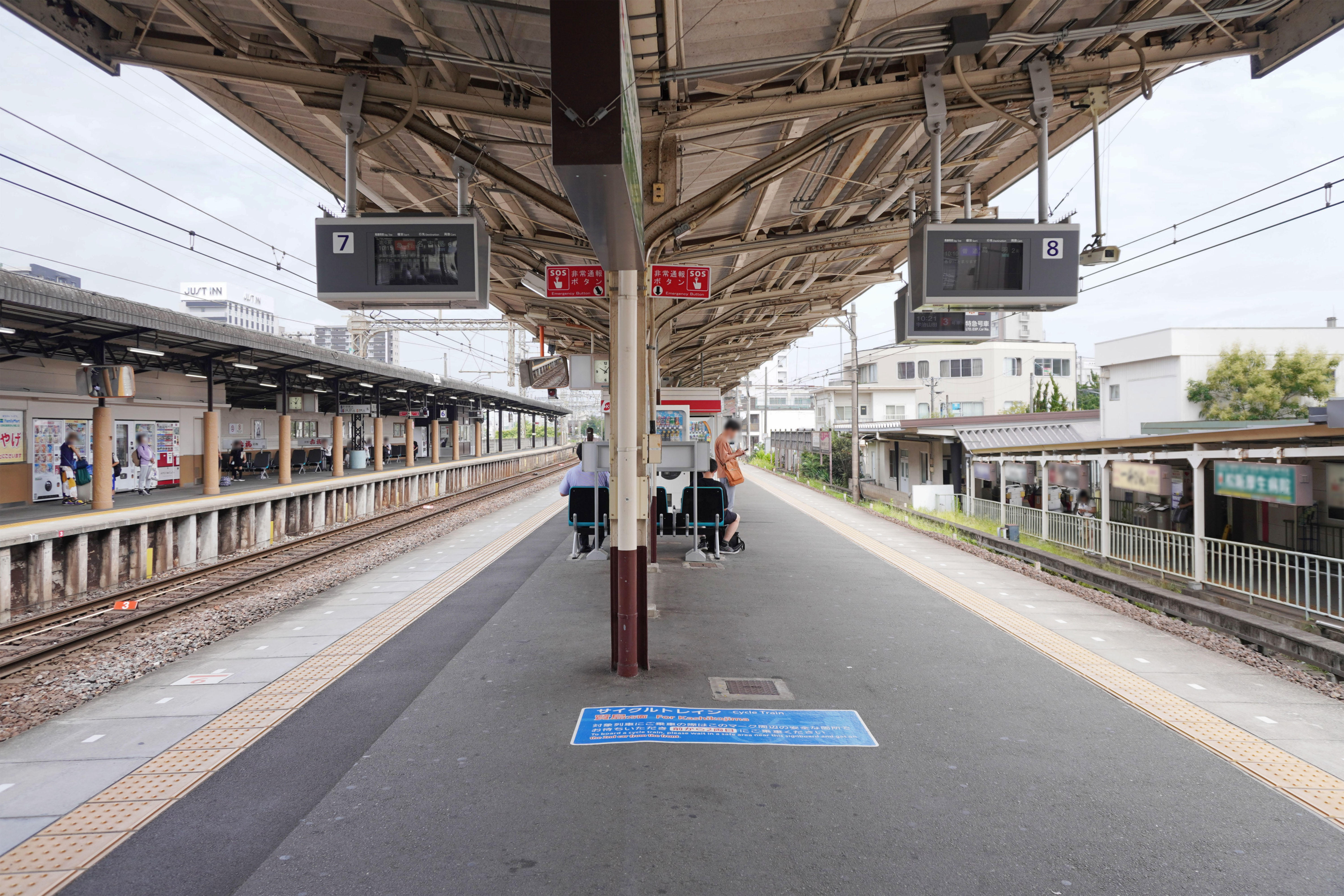
近鉄線7・8番のりばホーム（2023年7月）
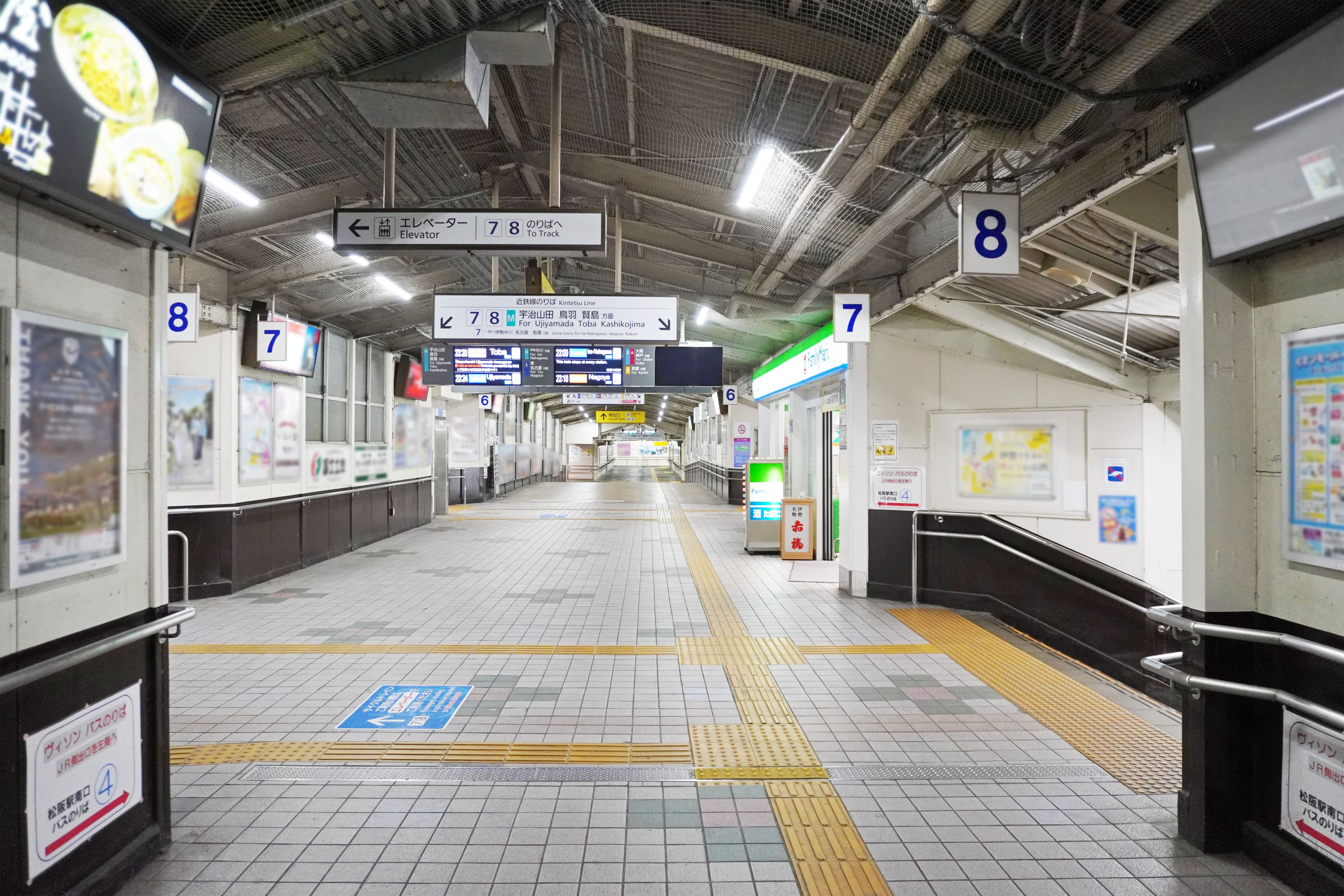
跨線橋内（2023年7月）

### 駅設備
南口・北口共に自動改札機、自動精算機を設置。自動改札機はいずれもPiTaPaやICOCAなどのICカードに対応しているがJR線ではTOICAやmanacaなどICカードは利用できない。改札内に乗り換え用のカードリーダーもないため近鉄でICカードを利用した後にJR線に乗り換える場合は一旦改札を出てJRの乗車券を現金あるいはクレジットで買い直して再び改札に入る必要がある。これは、津・伊勢市駅も同様である。
かつては跨線橋の南端より三交百貨店に直結する有人改札口もあったが、同百貨店の閉店により建物は解体、今後の跡地活用方法が決まっていないため現在は有料駐車場となっている。
JRの出札窓口（JR全線きっぷうりば）は南口のみ設置。北口には近距離券売機が1台設置されているのみである。
近鉄の出札窓口は北口・南口ともに設置。定期券の発売は南口のみ取り扱う。
駅売店は近鉄側は橋上通路内に近鉄リテーリングが運営するファミリーマート近鉄エキファミが、JR側は改札脇にキヨスクと「あら竹」の駅弁売店がある。以前は駅そば店もあったが、2018年3月26日限りで営業を終了した。
JR側の売店では名物駅弁として「元祖特撰牛肉弁当」などを販売する。すべてあら竹の販売。「極上松阪牛ヒレ牛肉弁当」は発売当初、10,500円と日本一高い駅弁（改札外の販売を含めた場合、東武日光駅の「日光埋蔵金弁当」150,000円版が最高）だった。「元祖特撰牛肉弁当」も1959年に150円で売り出した当初は日本一高い駅弁だった。なお、橋上通路内のファミリーマートでも種類は少ないがあら竹の駅弁を販売している。
JR・近鉄とも水洗式便所の設備がある。バリアフリー・オストメイト対応。

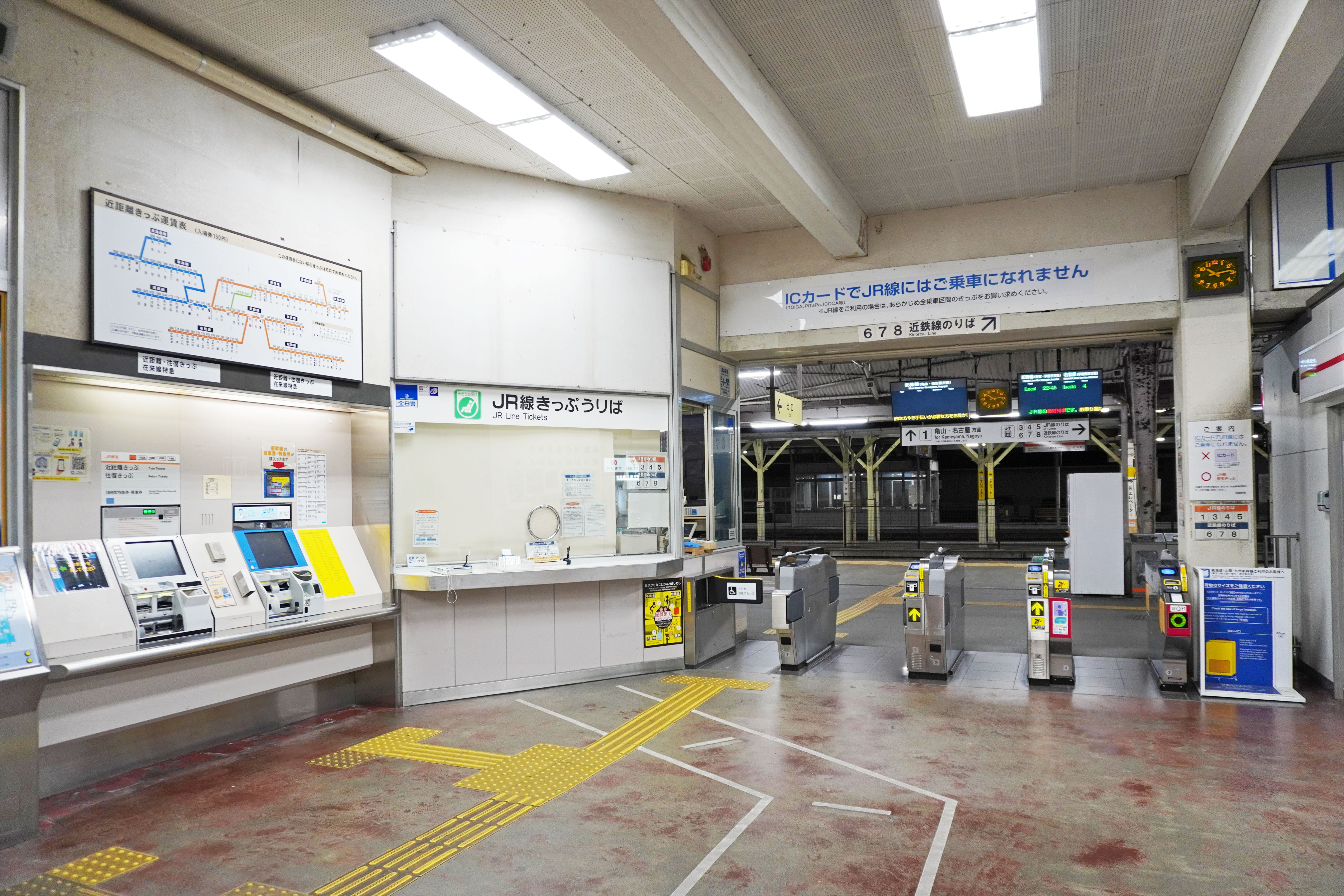
JR側（南側）改札（2023年7月）
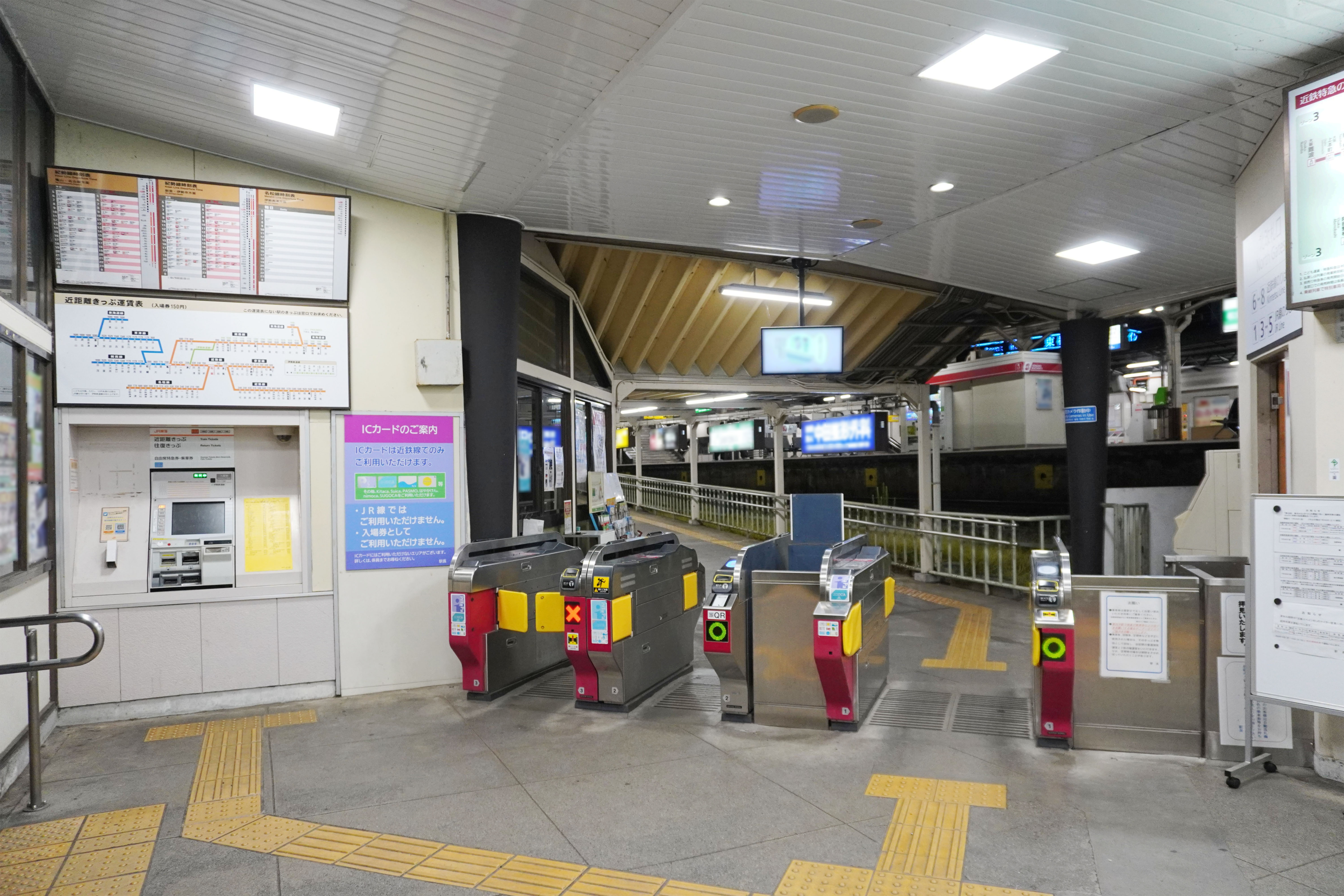
近鉄側（北側）改札（2023年7月）
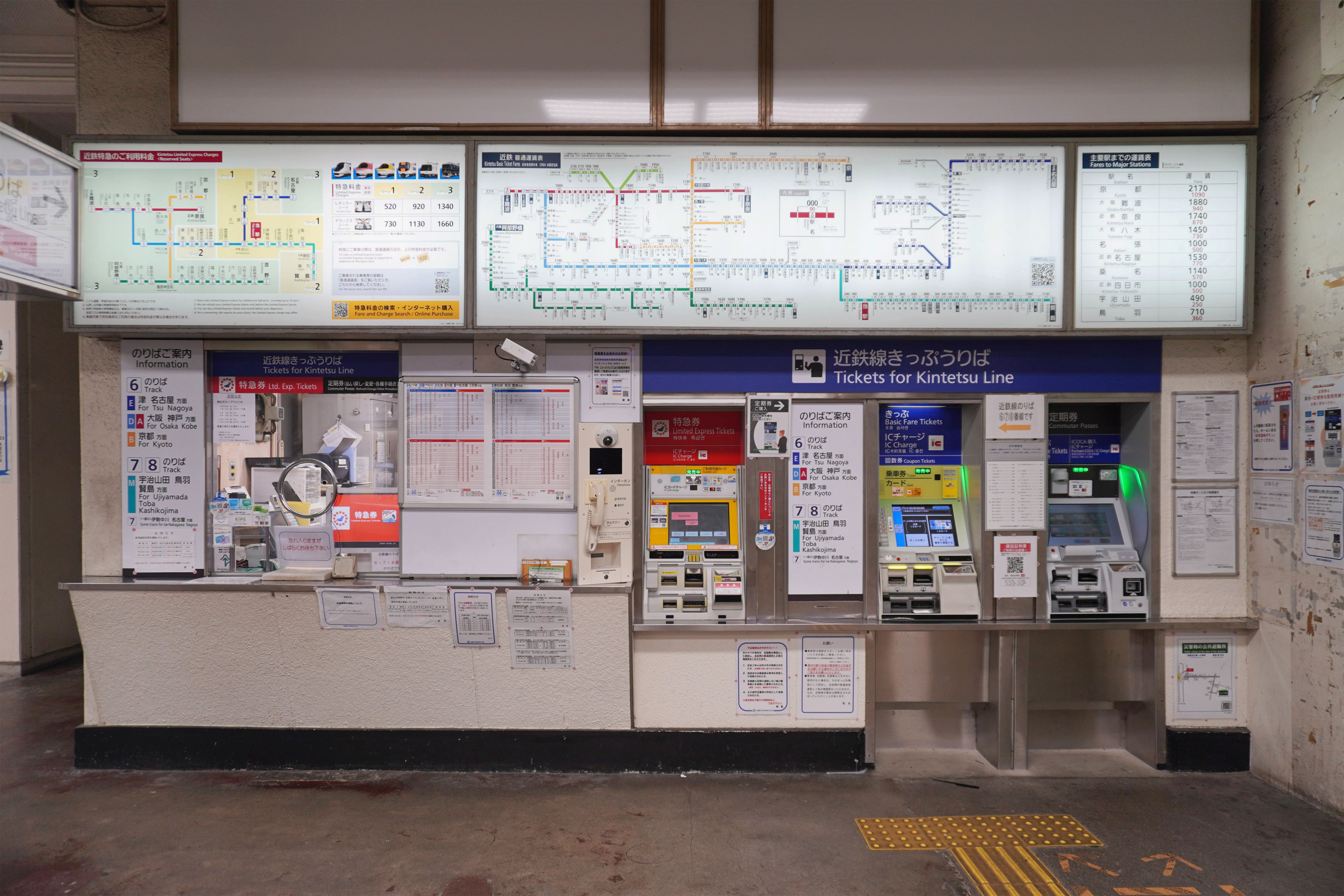
近鉄線南側出札窓口（2023年7月）

## 特徴

### 停車列車

#### JR線
当駅を通る全ての旅客列車が停車する。
夕刻に多気方面から当駅終着の紀勢線普通列車が2本設定されている。
快速「みえ」は登場当時、1往復の紀伊勝浦駅発着の列車（現在は特急「南紀」に格上げ）を除き、この駅までの運転だった。

#### 近鉄線
甲特急・観光特急「しまかぜ」以外の全定期旅客列車が停車する。
当駅発着の特急列車および急行系列車が多数設定されており、名古屋線急行の折り返し拠点駅の一つであるほか、1部の大阪線急行なども当駅で折り返す。。一方で、当駅終着の定期普通列車は設定されていない。
特急列車については朝と夜間に当駅発着の阪伊乙特急および名伊乙特急が設定されており、朝に当駅始発の京伊特急が2本設定されている。
名古屋方面へは当駅折り返しの急行列車が終日設定されている。明星車庫への編成差し替え回送がない限りは7番のりばで折り返す。
大阪方面については夜間に当駅到着の快速急行、早朝に当駅始発の名張行き急行が設定されている。2012年3月19日までは区間快速急行も設定されており、当駅が同列車の終点でもあった。また、2020年3月13日まで運行していた鮮魚列車の上りは早朝この駅を通り、夕方はこの駅から明星車庫へと回送されていた。
待避線は上下共用である。日中の普通列車は下りの毎時1本が当駅で急行と接続する以外は、伊勢中川駅か櫛田駅、明星駅、明野駅のいずれかで待避が行われる。

### その他
松阪市の代表駅である。
JRは紀勢本線・名松線とも非電化で、近鉄山田線は直流架空電車線方式となっている。
JR紀勢本線と近鉄線の三重県側最南の接続駅であるため、紀勢本線・参宮線の各駅と大阪方面に関して、当駅 - 鶴橋間の近鉄線を介した通過連絡運輸も設定されている。
近鉄線ホームの屋根の支柱には、かつて線路として利用されていたレールが使われている。特に6番のりばの支柱に用いられているレールは1886年に製造されたもので、近鉄が保有する最古のレールである。
三重交通バスが、松阪中央病院を起点とし当駅を経由して、尾鷲・熊野市方面へ向かう、路線バスの松阪熊野線を運行している。本州では奈良交通の八木新宮線に次ぐ2番目に長い路線バスである。

## 駅弁
三重県唯一の駅弁販売駅。特に松阪牛や黒毛和牛関連の駅弁が多い。主な駅弁は下記の通り。
- 牛肉弁当御膳（黒毛和牛ヒレ肉）
- 牛肉弁当御膳（黒毛和牛ロース肉）
- 匠の技 松阪牛物語
- 松阪牛と本居宣長さんと松阪もめん
- 特上牛肉弁当
- 元祖特選牛肉弁当
- しまかぜ元祖特選牛肉弁当
- 復刻版 元祖牛肉弁当
- 松阪でアッツアツ牛めしに出会う！！
- 松阪名物うまーいどん丼
- 松阪名物モー太郎弁当
- 五街道 彩（いろどり）弁当
- 本居宣長辨當（もとおりのりながべんとう）
- 幕の内弁当
- 松阪名物モー太郎寿司

## 利用状況
「三重県統計書」によると、1日の平均乗車人員は以下の通りである。近鉄はJRからの乗り継ぎ人員を含んでいる。
| 年度   | JR東海 | 近畿日本 鉄道 |
| ------ | ------ | ------------- |
| 1997年 | 2,077  | 10,364        |
| 1998年 | 2,000  | 9,967         |
| 1999年 | 1,974  | 9,721         |
| 2000年 | 1,970  | 9,459         |
| 2001年 | 1,928  | 9,185         |
| 2002年 | 1,840  | 8,840         |
| 2003年 | 1,774  | 8,596         |
| 2004年 | 1,709  | 8,456         |
| 2005年 | 1,775  | 8,327         |
| 2006年 | 1,863  | 8,203         |
| 2007年 | 1,845  | 8,009         |
| 2008年 | 1,836  | 7,867         |
| 2009年 | 1,769  | 7,536         |
| 2010年 | 1,683  | 7,434         |
| 2011年 | 1,654  | 7,379         |
| 2012年 | 1,619  | 7,530         |
| 2013年 | 1,652  | 7,880         |
| 2014年 | 1,563  | 7,637         |
| 2015年 | 1,559  | 7,642         |
| 2016年 | 1,601  | 7,653         |
| 2017年 | 1,592  | 7,734         |
| 2018年 | 1,652  | 7,704         |
| 2019年 | 1,702  | 7,533         |
| 2020年 | 1,240  | 5,281         |
| 2021年 | 1,202  | 5,440         |
| 2022年 | 1,369  | 6,152         |
| 2023年 | 1,482  | 6,454         |

### 近鉄

#### 当駅乗降人員
近年における当駅の1日乗降人員の調査結果は以下の通り。
- 2023年11月7日：10,949人
- 2022年11月8日：10,512人
- 2021年11月9日：9,846人
- 2018年11月13日：12,876人
- 2015年11月10日：12,817人
- 2012年11月13日：12,723人
- 2010年11月9日：13,034人
- 2008年11月18日：14,108人
- 2005年11月8日：13,690人

#### 利用状況
松阪駅の利用状況の変遷を下表に示す。
- 輸送実績（乗車人員）の単位は人であり、年度での総計値を示す。年度間の比較に適したデータである。
- 乗降人員調査結果は任意の1日における値（単位：人）である。調査日の天候・行事等の要因によって変動が大きいので年度間の比較には注意を要する。
- 表中、最高値を赤色で、最高値を記録した年度以降の最低値を青色で、最高値を記録した年度以前の最低値を緑色で表記している。

| 年度別利用状況（近鉄松阪駅） | 年度別利用状況（近鉄松阪駅）         | 年度別利用状況（近鉄松阪駅）         | 年度別利用状況（近鉄松阪駅）         | 年度別利用状況（近鉄松阪駅）         | 年度別利用状況（近鉄松阪駅） | 年度別利用状況（近鉄松阪駅） | 年度別利用状況（近鉄松阪駅） |
| 年 度                        | 当駅分輸送実績（乗車人員）：人／年度 | 当駅分輸送実績（乗車人員）：人／年度 | 当駅分輸送実績（乗車人員）：人／年度 | 当駅分輸送実績（乗車人員）：人／年度 | 乗降人員調査結果 人／日      | 乗降人員調査結果 人／日      | 特 記 事 項                  |
| ---------------------------- | ------------------------------------ | ------------------------------------ | ------------------------------------ | ------------------------------------ | ---------------------------- | ---------------------------- | ---------------------------- |
| 年 度                        | 通勤定期                             | 通学定期                             | 定期外                               | 合 計                                | 調査日                       | 調査結果                     | 特 記 事 項                  |
| 1950年（昭和25年）           | 1,115,790                            | ←←←←                                 | 1,185,339                            | 2,301,129                            |                              |                              |                              |
| 1951年（昭和26年）           | 1,256,760                            | ←←←←                                 | 928,684                              | 2,185,444                            |                              |                              |                              |
| 1952年（昭和27年）           | 1,216,830                            | ←←←←                                 | 1,267,700                            | 2,484,530                            |                              |                              |                              |
| 1953年（昭和28年）           | 1,202,195                            | ←←←←                                 | 1,344,942                            | 2,547,137                            |                              |                              |                              |
| 1954年（昭和29年）           | 1,234,650                            | ←←←←                                 | 1,403,612                            | 2,638,262                            |                              |                              |                              |
| 1955年（昭和30年）           | 1,301,610                            | ←←←←                                 | 1,458,487                            | 2,760,097                            |                              |                              |                              |
| 1956年（昭和31年）           | 1,460,310                            | ←←←←                                 | 1,522,984                            | 2,983,294                            |                              |                              |                              |
| 1957年（昭和32年）           | 1,548,660                            | ←←←←                                 | 1,560,062                            | 3,108,722                            |                              |                              |                              |
| 1958年（昭和33年）           | 1,690,890                            | ←←←←                                 | 1,597,754                            | 3,288,644                            |                              |                              |                              |
| 1959年（昭和34年）           | 1,799,280                            | ←←←←                                 | 1,414,043                            | 3,213,323                            |                              |                              |                              |
| 1960年（昭和35年）           | 2,077,560                            | ←←←←                                 | 1,451,328                            | 3,528,888                            |                              |                              |                              |
| 1961年（昭和36年）           | 2,272,860                            | ←←←←                                 | 1,493,833                            | 3,766,693                            |                              |                              |                              |
| 1962年（昭和37年）           | 2,607,030                            | ←←←←                                 | 1,593,533                            | 4,200,563                            |                              |                              |                              |
| 1963年（昭和38年）           | 2,758,020                            | ←←←←                                 | 1,510,220                            | 4,268,240                            |                              |                              |                              |
| 1964年（昭和39年）           | 3,041,340                            | ←←←←                                 | 1,566,648                            | 4,607,988                            |                              |                              |                              |
| 1965年（昭和40年）           | 3,298,530                            | ←←←←                                 | 1,625,004                            | 4,923,534                            |                              |                              |                              |
| 1966年（昭和41年）           | 3,303,390                            | ←←←←                                 | 1,579,026                            | 4,882,416                            |                              |                              |                              |
| 1967年（昭和42年）           | 3,421,740                            | ←←←←                                 | 1,663,263                            | 5,085,003                            |                              |                              |                              |
| 1968年（昭和43年）           | 3,501,090                            | ←←←←                                 | 1,788,316                            | 5,289,406                            |                              |                              |                              |
| 1969年（昭和44年）           | 3,496,260                            | ←←←←                                 | 1,875,108                            | 5,371,368                            |                              |                              |                              |
| 1970年（昭和45年）           | 3,810,030                            | ←←←←                                 | 2,017,892                            | 5,827,922                            |                              |                              |                              |
| 1971年（昭和46年）           | 3,831,990                            | ←←←←                                 | 2,070,033                            | 5,902,023                            |                              |                              |                              |
| 1972年（昭和47年）           | 3,931,320                            | ←←←←                                 | 2,201,265                            | 6,132,585                            |                              |                              |                              |
| 1973年（昭和48年）           | 3,892,200                            | ←←←←                                 | 2,398,137                            | 6,290,337                            |                              |                              |                              |
| 1974年（昭和49年）           | 4,167,800                            | ←←←←                                 | 2,452,775                            | 6,620,575                            |                              |                              |                              |
| 1975年（昭和50年）           | 3,927,960                            | ←←←←                                 | 2,422,981                            | 6,350,941                            |                              |                              |                              |
| 1976年（昭和51年）           | 3,689,040                            | ←←←←                                 | 2,289,290                            | 5,978,330                            |                              |                              |                              |
| 1977年（昭和52年）           | 3,540,480                            | ←←←←                                 | 2,346,392                            | 5,886,872                            |                              |                              |                              |
| 1978年（昭和53年）           | 3,402,030                            | ←←←←                                 | 2,359,027                            | 5,761,057                            |                              |                              |                              |
| 1979年（昭和54年）           | 3,322,950                            | ←←←←                                 | 2,331,378                            | 5,654,328                            |                              |                              |                              |
| 1980年（昭和55年）           | 3,300,000                            | ←←←←                                 | 2,354,860                            | 5,684,860                            |                              |                              |                              |
| 1981年（昭和56年）           | 3,428,190                            | ←←←←                                 | 2,300,211                            | 5,548,401                            |                              |                              |                              |
| 1982年（昭和57年）           | 3,080,700                            | ←←←←                                 | 2,281,818                            | 5,362,518                            | 11月16日                     | 22,937                       |                              |
| 1983年（昭和58年）           | 3,083,460                            | ←←←←                                 | 2,228,351                            | 5,311,811                            | 11月8日                      | 23,917                       |                              |
| 1984年（昭和59年）           | 2,972,730                            | ←←←←                                 | 2,184,273                            | 5,157,003                            | 11月6日                      | 22,800                       |                              |
| 1985年（昭和60年）           | 2,967,360                            | ←←←←                                 | 2,179,515                            | 5,146,875                            | 11月12日                     | 22,226                       |                              |
| 1986年（昭和61年）           | 2,888,610                            | ←←←←                                 | 2,153,579                            | 5,042,189                            | 11月11日                     | 22,949                       |                              |
| 1987年（昭和62年）           | 2,805,780                            | ←←←←                                 | 2,082,428                            | 4,888,208                            | 11月10日                     | 20,751                       |                              |
| 1988年（昭和63年）           | 2,734,230                            | ←←←←                                 | 2,072,235                            | 4,806,465                            | 11月8日                      | 21,330                       |                              |
| 1989年（平成元年）           | 2,631,540                            | ←←←←                                 | 2,067,527                            | 4,699,067                            | 11月14日                     | 20,657                       |                              |
| 1990年（平成2年）            | 2,651,110                            | ←←←←                                 | 2,070,088                            | 4,721,198                            | 11月6日                      | 20,084                       |                              |
| 1991年（平成3年）            | 2,680,980                            | ←←←←                                 | 2,032,145                            | 4,713,125                            |                              |                              |                              |
| 1992年（平成4年）            | 2,604,510                            | ←←←←                                 | 1,960,209                            | 4,564,719                            | 11月10日                     | 20,088                       |                              |
| 1993年（平成5年）            | 2,547,210                            | ←←←←                                 | 1,897,972                            | 4,445,182                            |                              |                              |                              |
| 1994年（平成6年）            | 2,509,290                            | ←←←←                                 | 1,837,757                            | 4,347,047                            |                              |                              |                              |
| 1995年（平成7年）            | 2,442,120                            | ←←←←                                 | 1,780,082                            | 4,222,202                            | 12月5日                      | 18,338                       |                              |
| 1996年（平成8年）            | 2,307,180                            | ←←←←                                 | 1,720,043                            | 4,027,223                            |                              |                              |                              |
| 1997年（平成9年）            | 2,160,090                            | ←←←←                                 | 1,622,790                            | 3,782,880                            |                              |                              |                              |
| 1998年（平成10年）           | 2,098,890                            | ←←←←                                 | 1,539,016                            | 3,637,906                            |                              |                              |                              |
| 1999年（平成11年）           | 2,047,800                            | ←←←←                                 | 1,509,820                            | 3,557,620                            |                              |                              |                              |
| 2000年（平成12年）           | 1,973,610                            | ←←←←                                 | 1,478,969                            | 3,452,579                            |                              |                              |                              |
| 2001年（平成13年）           | 1,884,330                            | ←←←←                                 | 1,468,003                            | 3,352,333                            |                              |                              |                              |
| 2002年（平成14年）           | 1,798,590                            | ←←←←                                 | 1,428,130                            | 3,226,720                            |                              |                              |                              |
| 2003年（平成15年）           | 1,753,650                            | ←←←←                                 | 1,392,343                            | 3,145,993                            |                              |                              |                              |
| 2004年（平成16年）           | 1,754,400                            | ←←←←                                 | 1,332,027                            | 3,086,427                            |                              |                              |                              |
| 2005年（平成17年）           | 1,740,210                            | ←←←←                                 | 1,299,288                            | 3,039,498                            | 11月8日                      | 13,690                       |                              |
| 2006年（平成18年）           | 1,737,510                            | ←←←←                                 | 1,256,505                            | 2,994,015                            |                              |                              |                              |
| 2007年（平成19年）           | 1,710,030                            | ←←←←                                 | 1,221,565                            | 2,931,595                            |                              |                              |                              |
| 2008年（平成20年）           | 1,695,720                            | ←←←←                                 | 1,178,850                            | 2,874,570                            | 11月18日                     | 14,108                       |                              |
| 2009年（平成21年）           | 1,659,510                            | ←←←←                                 | 1,091,288                            | 2,750,798                            |                              |                              |                              |
| 2010年（平成22年）           | 1,640,190                            | ←←←←                                 | 1,071,449                            | 2,711,639                            | 11月9日                      | 13,034                       |                              |
| 2011年（平成23年）           | 1,646,430                            | ←←←←                                 | 1,054,011                            | 2,700,441                            |                              |                              |                              |
| 2012年（平成24年）           | 1,667,070                            | ←←←←                                 | 1,081,466                            | 2,748,536                            | 11月13日                     | 12,723                       |                              |
| 2013年（平成25年）           | 1,733,040                            | ←←←←                                 | 1,143,203                            | 2,876,243                            |                              |                              |                              |
| 2014年（平成26年）           | 1,676,340                            | ←←←←                                 | 1,111,127                            | 2,787,467                            |                              |                              |                              |
| 2015年（平成27年）           |                                      | ←←←←                                 |                                      |                                      |                              |                              |                              |

## 駅周辺

### JR線側出入口
松阪市の観光名所が集中する。
- 松阪公園（松坂城跡）
- 本居宣長記念館
- 歴史民俗資料館
- 御城番屋敷
- 本居宣長旧宅
- 松阪市役所
- 松阪市民病院
- 三十三銀行 松阪営業部
- 桑名三重信用金庫 日野町支店

松阪牛モニュメント
JR松阪駅ロータリーにはこの松阪牛像が複数設置されている。

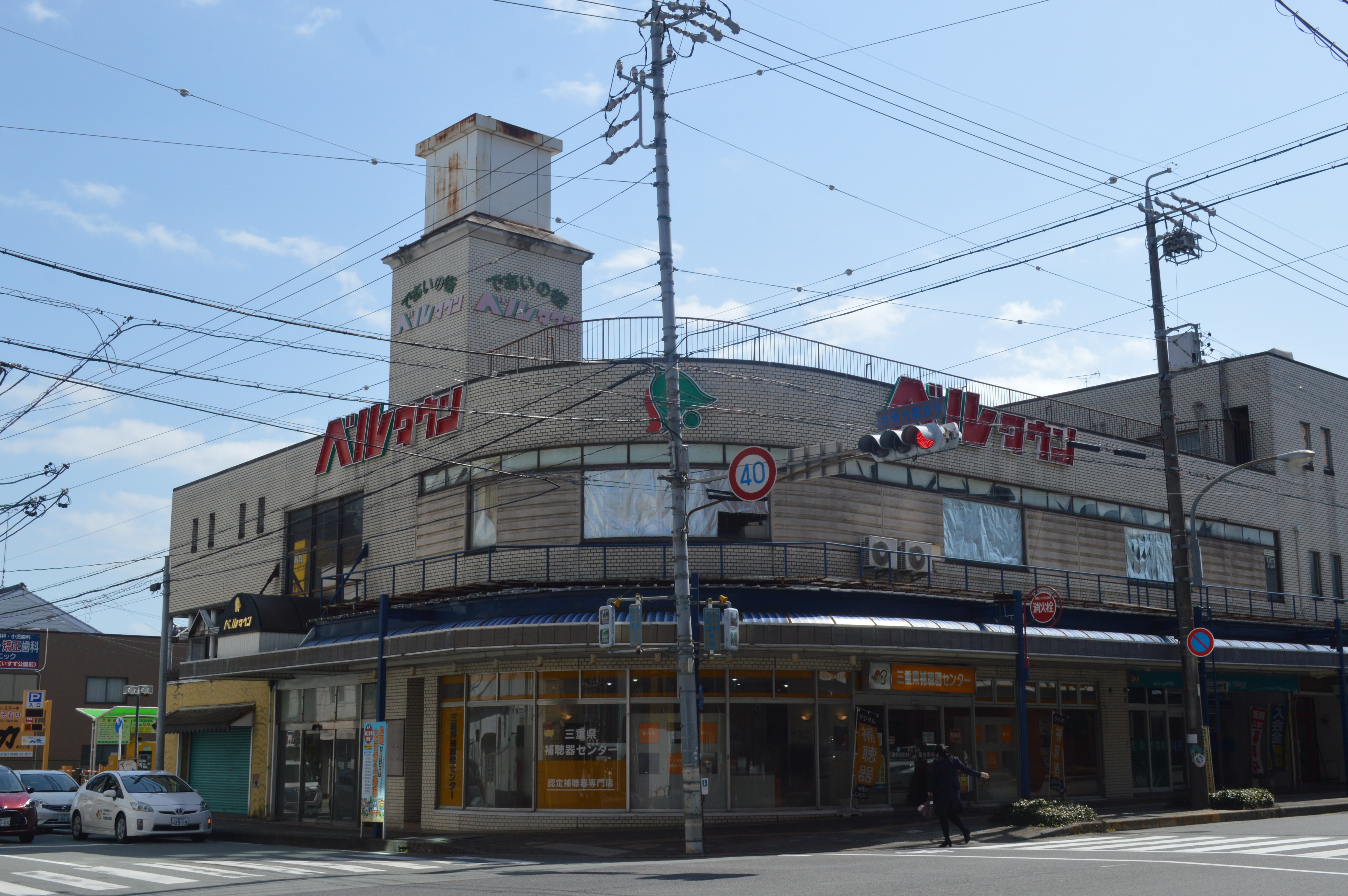
松阪市駅前通り商店街 ベルタウン

- あいち銀行 松阪支店・津支店・鳥羽支店・伊勢支店・久居支店
- 継松寺（岡寺観音）
- 松阪商人の館
- 三重県立松阪工業高等学校
- 松阪市立第一小学校
- 住友理工松阪製作所
- 松阪市駅前通り商店街 ベルタウン
- ヤマダデンキテックランド松阪店
- 服部家具センター松阪店
- 松阪警察署
- 紀勢国道事務所
- 和田金
- 柳屋奉善
- 牛銀本店
- 東横INN伊勢松阪駅前

### 近鉄線側出入口
駐車場や市場がある。参宮急行電鉄の駅として開業した当時は水田が広がっていた。
- 済生会松阪総合病院
- 日本郵便松阪朝日郵便局
- 桑名三重信用金庫松阪支店
- 松阪簡易裁判所
- 松阪警察署
- 松阪市立第四小学校
- 松阪市立鎌田中学校
- 三重県松阪庁舎
- マックスバリュ松阪中央店
- ホテルルートイン松阪駅東

## バス路線

### 南口

#### 松阪駅前（三重交通） / JR松阪駅（コミュニティバス）
松阪市コミュニティバス（鈴の音バス）
- 市街地循環左回り
- 市街地循環右回り
- 大口線：松阪港
- 三雲松阪線：天白
- 幸中央線：アドバンスモール松阪

三重交通
- 1番乗り場
  - 三交パルック
  - 津ボート

- 2番乗り場
  - 02系統・56系統：松阪中央総合病院
  - 06系統：松阪合同庁舎 ※土曜・休日・年末年始運休
  - 48系統：嬉野一志町 / 小野 ※松阪市自主運行バス
  - 東京高速バス：西武バス大宮営業所 ※西武観光バス、三交伊勢志摩交通と共同運行

- 3番乗り場
  - 02系統：パークタウン学園前
  - 08系統：三重高校前

- 4番乗り場
  - 11系統：大石・道の駅飯高駅
  - 12系統：スメール
  - 14系統：柚原（ゆのわら）※松阪市自主運行バス
  - 15系統：中部台公園 ※行事開催時のみ
  - 52系統：工業団地・山室口・相可高校南・大石
  - 54系統：三瀬谷
  - 55系統：シャープ正門前
  - 56系統：熊野市 ※三交南紀
  - 57系統：道の駅奥伊勢おおだい

### 北口

#### 近鉄松阪駅
松阪市コミュニティバス：鈴の音バス
- 市街地循環線左回り：JR松阪駅 ※土曜・休日・年末年始運休
- 市街地循環線右回り：JR松阪駅 ※土曜・休日・年末年始運休
- 大口線：松阪港 / JR松阪駅

黒部・東地区コミュニティバス
- 出間 ※土曜・休日・年末年始運休

機殿・朝見地区コミュニティバス
- 東久保・JAくろべ ※土曜・休日・年末年始運休

青木バス
- 東京駅（鍛冶橋駐車場）※夜行

## 隣の駅
東海旅客鉄道（JR東海）
■紀勢本線
- 特急「南紀」停車駅

■快速「みえ」
津駅 - 松阪駅 - 多気駅
■普通
六軒駅 - 松阪駅 - 徳和駅
■名松線
- 全列車が各駅に停車

松阪駅 - 上ノ庄駅
近畿日本鉄道
M 山田線
- □特急停車駅

■快速急行（下りのみ運転）
伊勢中川駅 (M61) → 松阪駅 (M64) → 伊勢市駅 (M73)
■急行
伊勢中川駅 (M61) - 松阪駅 (M64) - （一部宮町駅 (M72)） - 伊勢市駅 (M73)
■普通
松ヶ崎駅 (M63) - 松阪駅 (M64) - 東松阪駅 (M65)

### かつて存在した路線
三重電気鉄道
松阪線
松阪駅 - 平生町駅